# ИААФ Кућа славних
ИААФ Кућу славних установио је ИААФ 2012. с намером да се ода признање појединцима који су значајно допринели атлетици и на међународном плану и у својим земљама, а који испуњавају одређене критеријуме.
Инаугурална класа, састављена од 24 атлетичара, примљена је у новембру 2012.

## Критеријуми
Минимални критеријуми да би атлетичар могао квалификовати за чланство у Кући славних су:
1. мора имати најмање 2 златне медаље на Летњим олимпијским играма или светским првенствима
2. постављен најмање један светски рекорд
3. мора бити у спортској пензији најмање 10 година у време избора у Кућу славних.[1]

Ови критеријуми могу бити проширени како би се дозволило да се у разматрање за чланство узму и атлетичари чија су достигнућа имала изванредан утицај на овај спорт.

## Чланови
Закључно са 1. августом 2015. у ИААФ Кућу славих примљено је 48 атлетичара (31 мушкарац и 17 жена).
| Атлетичар/ка                | Земља                     | Год. живота | Дисциплина              | Примљен            | Каријера  | ОП | СП | СР |
| --------------------------- | ------------------------- | ----------- | ----------------------- | ------------------ | --------- | -- | -- | -- |
| Јоланда Балаш               | Румунија                  | 1936—2016   | Скок увис               | 13. новембар 2012. | 1952–1967 | 2  | –  | 14 |
| Абебе Бикила                | Етиопија                  | 1932—1973   | Маратон                 | 8. март 2012.      | 1957–1969 | 2  | –  | 2  |
| Фани Бланкерс-Кун           | Холандија                 | 1918—2004   | Спринт, 80 м препоне    | 8. март 2012.      | 1934–1953 | 4  | –  | 12 |
| Сергеј Бупка                | Совјетски Савез→ Украјина | 1963—       | Скок мотком             | 25. јун 2012.      | 1975–2001 | 1  | 10 | 35 |
| Валериј Брумел              | Совјетски Савез           | 1942—2003   | Скок увис               | 21. новембар 2014. | 1960–1965 | 1  | –  | 6  |
| Себастијан Коу              | Велика Британија          | 1963—       | Средње стазе            | 25. јун 2012.      | 1973–1990 | 2  | –  | 12 |
| Бети Катберт                | Аустралија                | 1938—2017   | Спринт                  | 8. март 2012.      | 1956–1964 | 4  | –  | 16 |
| Глен Дејвис                 | Сједињене Државе          | 1934—2009   | Спринт, 400 м препоне   | 21. новембар 2014. | 1956–1960 | 3  | –  | 2  |
| Бејб Дидриксон              | Сједињене Државе          | 1911—1956   | 80 м препоне, копље,вис | 6. јун 2012.       | 1930–1932 | 2  | –  | 4  |
| Харисон Дилард              | Сједињене Државе          | 1923—2019   | Спринт, 110 м препоне   | 16. новембар 2013. | 1942–1956 | 4  | –  | 18 |
| Хајке Дрекслер              | Источна Немачка→ Немачка  | 1964—       | Спринт, Скок удаљ       | 21. новембар 2014. | 1981–2004 | 2  | 4  | 15 |
| Хишам ел Геруж              | Мароко                    | 1974—       | Средње стазе            | 21. новембар 2014. | 1994–2004 | 2  | 7  | 6  |
| Владимир Голубничиј         | Совјетски Савез           | 1936—2021   | Брзо ходање             | 15. октобар 2012.  | 1955–1976 | 2  | –  | 2  |
| Марџори Џексон              | Аустралија                | 1931—       | Спринт                  | 16. новембар 2013. | 1949–1954 | 2  | –  | 13 |
| Мајкл Џонсон                | Сједињене Државе          | 1967—       | Спринт                  | 6. јун 2012.       | 1986–2001 | 4  | 8  | 8  |
| Џеки Џојнер-Керси           | Сједињене Државе          | 1962—       | Седмобој, Скок удаљ     | 8. март 2012.      | 1980–2000 | 3  | 4  | 7  |
| Алберто Хуанторена          | Куба                      | 1950—       | Спринт, Средње стазе    | 11. јун. 2012.     | 1971–1985 | 2  | 0  | 2  |
| Кипчоге Кејно               | Кенија                    | 1940—       | Дуге стазе              | 2. јул 2012.       | 1958–1973 | 2  | –  | 2  |
| Марита Кох                  | Источна Немачка           | 1957—       | Спринт                  | 21. новембар 2014. | 1975–1986 | 1  | 4  | 33 |
| Ханес Колемајнен            | Финска                    | 1889—1966   | Дуге стазе              | 16. новембар 2013. | 1907–1928 | 4  | –  | 6  |
| Роберт Кожењовски           | Пољска                    | 1968—       | Брзо ходање             | 21. новембар 2014. | 1990–2004 | 4  | 3  | 1  |
| Стефка Костадинова          | Бугарска                  | 1965—       | Скок увис               | 13. новембар 2012. | 1980–1998 | 1  | 7  | 3  |
| Карл Луис                   | Сједињене Државе          | 1961—       | Спринт, Скок удаљ       | 8. март 2012.      | 1979–1997 | 9  | 8  | 12 |
| Наталија Лисовска           | Совјетски Савез→ Русија   | 1962—       | Бацање кугле            | 16. новембар 2013. | 1981–1992 | 1  | 3  | 3  |
| Јанис Лусис                 | Совјетски Савез→ Летонија | 1939—2020   | Бацање копља            | 21. новембар 2014. | 1962–1976 | 1  | –  | 2  |
| Светлана Мастеркова         | Русија                    | 1968—       | Средње стазе            | 16. новембар 2013. | 1988–2000 | 2  | 1  | 2  |
| Роберт Матајас              | Сједињене Државе          | 1930—2006   | Десетобој               | 21. новембар 2014. | 1948–1952 | 2  | –  | 2  |
| Нуредин Морсели             | Алжир                     | 1970—       | Средље стазе            | 16. новембар 2013. | 1988–2000 | 1  | 4  | 7  |
| Едвин Мозиз                 | Сједињене Државе          | 1955—       | 400 м препоне           | 8. март 2012.      | 1975–1988 | 2  | 2  | 4  |
| Паво Нурми                  | Финска                    | 1897—1953   | Дуге стазе              | 8. март 2012.      | 1912–1932 | 9  | –  | 22 |
| Дан О'Брајен                | Сједињене Државе          | 1966—       | Десетобој               | 6. јун 2012.       | 1983–1998 | 1  | 3  | 3  |
| Пери О'Брајен               | Сједињене Државе          | 1932—2007   | Бацање кугле            | 16. новембар 2013. | 1949–1968 | 2  | –  | 10 |
| Ал Ертер                    | Сједињене Државе          | 1936—2007   | Бацање диска            | 8. март 2012.      | 1955–1986 | 4  | 0  | 3  |
| Џеси Овенс                  | Сједињене Државе          | 1913—1980   | Спринт, Скок удаљ       | 8. март 2012       | 1933–1936 | 4  | –  | 6  |
| Мари-Жозе Перек             | Француска                 | 1968—       | Спринт                  | 16. новембар 2013. | 1988–2000 | 3  | 2  | 0  |
| Вилма Рудолф                | Сједињене Државе          | 1940—1994   | Спринт                  | 21. новембар 2014. | 1956–1962 | 3  | –  | 5  |
| Виктор Сањејев              | Совјетски Савез           | 1945—2022   | Троскок                 | 16. новембар 2013. | 1964–1980 | 3  | –  | 3  |
| Јуриј Седих                 | Совјетски Савез→ Русија   | 1955—2021   | Бацање кладива          | 16. новембар 2013. | 1973–1991 | 2  | 1  | 6  |
| Адемар да Силва             | Бразил                    | 1927—2001   | Троскок                 | 8. март 2012.      | 1947–1960 | 2  | –  | 5  |
| Питер Снел                  | Нови Зеланд               | 1938—2019   | Средње стазе            | 3. септембар 2012. | 1954–1965 | 3  | –  | 12 |
| Ширли Стрикланд де ла Ханти | Аустралија                | 1925—2004   | Спринт, 80 м препоне    | 21. новембар 2014. | 1947–1956 | 3  | –  | 9  |
| Ирена Шевињска              | Пољска                    | 1946—       | Спринт, Скок удаљ       | 17. мај 2012.      | 1960–1980 | 3  | –  | 10 |
| Дејли Томпсон               | Велика Британија          | 1958—       | Десетобој               | 16. новембар 2013. | 1976–1992 | 2  | 1  | 4  |
| Ласе Вирен                  | Финска                    | 1949—       | Средње и дуге стазе     | 21. новембар 2014. | 1971–1980 | 4  | –  | 3  |
| Грете Вајц                  | Норвешка                  | 1953—2011   | Дуге стазе              | 16. новембар 2013. | 1971–1988 | 0  | 1  | 10 |
| Ванг Ђунсја                 | Кина                      | 1973—       | Дуге стазе              | 8. март 2012.      | 1991–1996 | 1  | 1  | 3  |
| Корнелијус Вармердам        | Сједињене Државе          | 1915—2001   | Скок мотком             | 21. новембар 2014. | 1940–1948 | 0  | –  | 11 |
| Емил Затопек                | Чехословачка              | 1922—2000   | Дуге стазе              | 8. март 2012.      | 1940–1957 | 4  | –  | 18 |

### Галерија
- Чланови ИААФ Куће славних
- Џеси Овенс
- Едвин Мозиз
- Мари-Жозе Перек
- Паво Нурми
- Ирена Шевињска
- Карл Луис
- Бети Катберт
- Мајкл Џонсон
- Емил Затопек
- Харисон Дилард
- Абебе Бикила
- Сергеј Бупка
- Фани Бланкерс-Кун
- Себастијан Коу
- Ласе Вирен
- Кипчоге Кејно
- Хајке Дрекслер
- Хишам ел Геруж
- Марита Кох
- Роберт Кожењовски
- Вилма Рудолф